# Pierre Guérin de Tencin
Pierre-Paul Guérin de Tencin (Grenoble, 22 agosto 1680 – Lione, 2 marzo 1758) è stato un cardinale e arcivescovo cattolico francese.

## Biografia
Era figlio di Antoine Guérin e di Louise de Buffévent.
Studiò presso i Padri Oratoriani di Grenoble, poi all'Università La Sorbona di Parigi. Qui fu eletto priore nel 1702 e conseguì il dottorato in teologia nel 1705. Nel 1700 fu conclavista del cardinale Étienne Le Camus, quando fu eletto papa Clemente XI.
Divenne poi arcidiacono della cattedrale di Sens. Quindi conclavista del cardinale Henri-Pons de Thiard de Bissy nel conclave del 1721, che portò all'elezione di papa Innocenzo XIII. Fu da questi nominato ministro di Francia presso la Santa Sede.
Fu nominato arcivescovo di Embrun il 12 giugno 1724 e consacrato a Roma il 2 luglio dal neoeletto papa Benedetto XIII. Divenne assistente al soglio pontificio.
Instancabile fu la sua attività presso la propria diocesi di fermo oppositore alle idee gianseniste che si stavano diffondendo in quel periodo dalla Francia, in molte parti d'Europa.
Papa Clemente XII lo elevò al rango di cardinale prete nel concistoro del 23 febbraio 1739 con il titolo dei Santi Nereo e Achilleo.
Fu ambasciatore francese della Santa Sede dal 1739 al 1742, abate commendatario dell'abbazia delle Tre Fontane a Trois-Fontaines-l'Abbaye (dipartimento della Marna, Francia) dal 1739 al 1753.
Partecipò al conclave del 1740 che portò all'elezione di papa Benedetto XIV.
L'11 novembre 1740 divenne arcivescovo di Lione.
Fu nominato ministro di stato dal re Luigi XV.
Amico personale del cardinale Prospero Lambertini ancor prima che questi diventasse papa Benedetto XIV, mantenne con lui stretti rapporti epistolari e comunione di idee sulla situazione storica e sociale del loro tempo, ma ne tradì la fiducia facendo leggere regolarmente al Re di Francia anche le sue lettere a carattere riservato.
Morì il 2 marzo 1758 all'età di 77 anni. È sepolto nella cattedrale di Lione.

## Genealogia episcopale e successione apostolica
La genealogia episcopale è:
- Cardinale Scipione Rebiba
- Cardinale Giulio Antonio Santori
- Cardinale Girolamo Bernerio, O.P.
- Arcivescovo Galeazzo Sanvitale
- Cardinale Ludovico Ludovisi
- Cardinale Luigi Caetani
- Cardinale Ulderico Carpegna
- Cardinale Paluzzo Paluzzi Altieri degli Albertoni
- Papa Benedetto XIII
- Cardinale Pierre Guérin de Tencin

La successione apostolica è:
- Vescovo Raimondo Recrosio, B. (1727)
- Vescovo Domenico Antonio Brizi (1741)
- Vescovo Romualdu Massei (1741)
- Vescovo Paulo Maria Mariotti (1741)
- Vescovo Georges-Gaspard-Alexis de Plan des Augiers (1742)
- Vescovo Jean-Baptiste-Joseph de Méallet de Fargues (1742)
- Vescovo François-Marie Le Maistre de La Garlaye (1743)
- Vescovo Claude Bouhier (1744)
- Vescovo Jean-Baptiste-Marie Bron (1754)